# Анна Арпад
Анна Арпад (1260 – 1281) е унгарска принцеса и византийска императрица, първа съпруга на император Андроник II Палеолог.

## Биография
Анна е дъщеря на унгарския крал Ищван V и Елизабет Куманката. На 8 ноември 1273 Анна е омъжена за Андроник II Палеолог, син на император Михаил VIII Палеолог и негов съимператор от септември 1261 г.
Според Георги Пахимер Анна ражда на Андроник II две деца:
- Михаил IX Палеолог (1277 – 1320)
- Деспот Константин Палеолог (1278 – 1335)

Анна Арпад умира през 1281 г. преди съпруът ѝ да стане старши император. Въпреки това всички византийски императори до завладяването на Константинопол през 1453 г. са нейни преки потомци от сина ѝ Михаил IX.